# 's-Molenaarsbuurt
's-Molenaarsbuurt est un hameau dans la commune néerlandaise d'Alphen-sur-le-Rhin, dans la province de la Hollande-Méridionale.